# جایگاه تولید

واجگاه (کارا و ناکارا): ۱. برون‌لبی، ۲. درون‌لبی، ۳. دندانی، ۴. لثه ای، ۵. پس‌لثه ای، ۶. پیش‌کامی(برگشته) ۷. کامی، ۸. نرمکامی، ۹. ملازی(زبانکی)، ۱۰. حلقی، ۱۱. چاکنایی، ۱۲. برون‌چاکنایی، ۱۳. ریشه‌ای، ۱۴. پس‌پسینی، ۱۵. پیش‌پسینی، ۱۶. تیغه‌ای، ۱۷. نوکی و ۱۸. زیرنوکی

واجگاه (مخرج حروف) یا جایگاه تولید (به انگلیسی: place of articulation) یکی از معیارهای اساسی در دسته‌بندی آواهای گفتار است. در آواشناسی تولیدی، جایگاه تولید به نقطه‌ای اشاره دارد که در آن اندام‌های گفتار انواع مختلف آواهای همخوان را ایجاد می‌کنند. آواشناسی امروزی ۱۱ نقطه مجزا را در اندام گفتار شناسایی می‌کند: دولبی، لبی‌دندانی، دندانی، لثوی، برگشته، لثوی‌کامی، کامی، نرمکامی، ملازی، حلقی و چاکنایی. چنین تقسیم‌بندی‌ای معیار افقی را برای تقسیم‌بندی جایگاه‌های تولید به کار می‌برد که خود به نوعی مشکل‌ساز است. برای نمونه با چنین ملاکی نمی‌توان تقسیم‌بندی صحیحی از آواهایی که تنها یک طرف زبان در ایجاد بست درگیر هستند، ارائه کرد. مطالعات جدید با ادغام تقسیم‌بندی‌های سنتی نوع دیگری از تقسیم‌بندی را پیشنهاد می‌کند که بر اساس اندام‌های تولیدی فعال است: لب پائین (لبی)، تیغه زبان (پیشین)، تنه زبان (پس زبانی)، ریشه زبان (ریشه‌ای) و تارآواها (چاکنایی).
لدیفوگد و مدیسون تعداد جایگاه تولید را ۱۷ مورد می‌دانند: دولبی، لبی‌دندانی، زبانی‌لبی، درون‌دندانی، نوک‌دندانی، دندانی‌لثوی، نوک‌لثوی، لثوی، نوک‌برگشتی، لثوی‌کامی، برگشتی، کامی، نرمکامی، ملازی، حلقی، برون‌چاکنایی و چاکنایی.
دو دسته بندی دیگر هم از واکه‌ها شده است که بر پایه آواهای شنیداری است. در دسته بندی نخست از بخشبندی آواهای برآمده از پیش و پس دهان و اندام های آواساز، دو دسته پیشین و پسین، برگرفته اند. در دومی بر پایه اندازه برخاستگی یا بلندای زبان در ساخت واکه ها سه گروه باز(افتاده) ، میانه (نیم افراشته) و بسته (افراشته) به دست می‌آید. با این حال، در نبود همبستگی‌های کالبدشناختی مشخص، بررسی واکه‌ها بر پایه واجگاه، کمتر رایج است.

## واجگاه ها در زبان فارسی
ثمره ۸ واجگاه را در زبان فارسی شناسایی کرده‌است:
1. دولبی: در این جایگاه به لحاظ شیوه تولید، دو نوع شیوه تولید انسدادی و خیشومی در تولید همخوان‌ها به کار می‌رود که سه واج [b, p, m] را نتیجه می‌دهد. این سه واج در الفبای زبان فارسی معادل سه نویسه «ب، پ، م» هستند.
2. لب و دندانی: در این جایگاه به لحاظ شیوه تولید تنها دو واج سایشی [v,f] تولید می‌شود که معادل آن در الفبای زبان فارسی دو نویسه «ف، و» است.
3. دندانی: در این جایگاه به لحاظ شیوه تولید تنها، واج‌های انسدادی، یعنی [d,t] حضور دارند که معادلشان در الفبای زبان فارسی سه نویسه «ت، ط، د» است.
4. لثوی: در این جایگاه، به لحاظ شیوه تولید چهار شیوه تولید سایشی، لرزشی، خیشومی و روان استفاده می‌شود که پنج واج [l, n, r, z, s] را نتیجه می‌دهد. این پنج واج در الفبای زبان فارسی با ۱۰ نویسه «س، ص، ث، ز، ض، ظ، ذ، ر، ن، ل» بازنمایی می‌شوند.
5. لثوی‌کامی: در جایگاه لثوی کامی دو نوع شیوه تولید سایشی و انسایشی به کار می‌رود که حاصل آن ۴ واج [dʒ, tʃ, ʒ, ʃ] است. این چهار واج با چهار نویسه «ش، ژ، چ، ج» در الفبای زبان فارسی بازنمایی می‌شوند.
6. کامی: سه واج کامی [j, ɟ, c] به دو شیوه انسدادی و روان تولید می‌شوند. بازنمود این سه واج در الفبای زبان فارسی با سه نویسه «ک، گ، ی» نشان داده می‌شود.
7. ملازی (زبانکی): در ملاز (زبان کوچک) دو شیوه تولید انسدادی و سایشی به کار می‌رود که دو واج [x, G] را نتیجه می‌دهد. این دو واج با سه نویسه «ق، غ، خ» در الفبای زبان فارسی نشان داده می‌شود.
8. چاکنایی: واج‌های چاکنایی به دو شیوه انسدادی و سایشی تولید می‌شوند که دو واج [h, ʕ] را نتیجه می‌دهند. این دو واج با چهار نویسه «همزه (ء)، ع، هـ، ح» بازنمایی می‌شوند.[۳۴]